# Michael Odermatt
Michael Odermatt (* 8. April 1815 in Buochs; † 29. August 1892 in Stans) war ein Schweizer Politiker. Von 1850 bis 1857 und erneut von 1865 bis 1889 gehörte er als Vertreter der Konservativen dem Regierungsrat des Kantons Nidwalden an.

## Leben
Michael Odermatt wurde als Sohn des Bäckers Jakob Odermatt und der Barbara Keyser (Kaiser) geboren. Seine Mutter starb nach seiner Geburt im Kindbett. Seine beiden Brüder Jakob und Franz starben jung. Er wuchs daher bei seinem Onkel mütterlicherseits, dem Spitalherrn Franz Josef Keyser (Kaiser), zusammen mit seinen Cousins Karl Georg und Jakob auf. Alle drei wurden Regierungsräte des Kantons Nidwalden. Nach zwei Jahren in der Klosterschule Muri im Kanton Aargau kehrte Michael Odermatt nach Buochs zurück. Erst half er seinem Vater in dessen Bäckerei. Danach machte er eine Ausbildung zum Uhrmacher in Stans. Die Walz führte ihn in den Kanton Thurgau, nach Weinfelden und Kreuzlingen. Seine militärische Ausbildung in Wettingen und Thun brachte ihm den Rang eines Hauptmanns ein. Im Sonderbundskrieg kämpfte er im aargauischen Freiamt und bei Gisikon in der Nidwaldner Schützenkompanie auf der Seite der Verlierer. Von 1857 bis 1859 lebte die Familie Odermatt in Sachseln. 
Michael Odermatt wurde 1850 Mitglied des Kirchenrats und des Schulrats von Stans. Odermatts politische Laufbahn auf kantonaler Ebene begann im Jahr 1850, als er Mitglied des Regierungsrats wurde. Odermatt erhielt das Amt des Zeugherrs. Er war zudem Mitglied im Kantonalen Schulrat. 
Wegen seines Wegzugs aus dem Kanton Nidwalden gab er all diese Ämter ab.
Nach seiner Rückkehr nach Nidwalden wurde er 1859 Ratsherr im Landrat. Odermatt wurde erneut (bis 1889) Mitglied im Kantonalen Schulrat, Mitglied der Auswandererkommission, der Militärkommission und erneut (bis 1877) Schulrat von Stans. Zudem wurde er Gemeinderat von Stans. Im Jahr 1865 wurde Michael Odermatt erneut in den Regierungsrat gewählt. Bis 1889 übte er das Amt eines Landessäckelmeisters (Finanzminister) aus. Deshalb wurde er auch Präsident der Finanzkommission. Zusätzlich war Odermatt Mitglied in der Militärkommission. 1874 wurde er Kirchmeier (Präsident des Kirchenrats) der Kirchgemeinde Stans. Im Jahr 1889 gab Odermatt altershalber seine letzten Ämter auf. 
Michael Odermatt heiratete am 28. Oktober 1839 in Stans Josefa Fru(o)nz. Aus dieser Ehe stammen fünf Kinder (drei Söhne und zwei Töchter). Sein Sohn Anton war Oberrichter und Nidwaldner Stammbuchhalter und sein jüngster Sohn Karl Arzt und Nidwaldner Regierungsrat. Michael Odermatt war Mitglied der Älplergesellschaft und Schützengesellschaft. 

## Quelle
- Neues Stammbuch. Band IV, Odermatt 2, 431 (113) (Seite 86).